# 企業排球聯賽
企業排球聯賽（きぎょうはいきゅうれんさい、英語: Enterprise Volleyball League）は、台湾のアマチュアバレーボールリーグである。運営は中華民国バレーボール協会。2004年発足。女子は第6回より開始。第11回より男女各5チームとなった。

## 加盟チーム
男子
- 屏東台湾電力
- 雲林MIZUNO
- 台北conti
- 連荘
- 桃園台湾産物保険
- 彰化三大CATV

女子
- 高雄台湾電力
- 新北中国人造纖維
- 台北鯨華
- 義力営造(大学生、高校生台湾代表、冠スポンサーをつけて参加)

## 歴代優勝チーム
男子
- 第1回（2004年）：台湾電力
- 第2回（2005年）：台湾電力
- 第3回（2006年）：台中銀行
- 第4回（2007年）：台湾電力
- 第5回（2008年）：台湾電力
- 第6回（2009/10年）：台湾電力
- 第7回（2011年）：MIZUNO
- 第8回（2012年）：MIZUNO
- 第9回（2013年）：国家運動訓練中心
- 第10回（2014年）：台湾電力
- 第11回（2015年）：台湾電力
- 第12回（2016年）：台湾電力
- 第13回（2017年）：台湾電力
- 第14回（2018年）：台湾電力
- 第15回（2019年）：台湾電力
- 第16回（2020年）：台湾電力

女子
- 第6回（2009/10年）：台湾電力
- 第7回（2011年）：TOP GIRL
- 第8回（2012年）：台湾電力
- 第9回（2013年）：台湾電力
- 第10回（2014年）：台湾電力
- 第11回（2015年）：中国人造纖維
- 第12回（2016年）：台湾電力
- 第13回（2017年）：台湾電力
- 第14回（2018年）：台湾電力
- 第15回（2019年）：台湾電力
- 第16回（2020年）：台湾電力